# Solniki (województwo lubuskie)
Solniki (niem. Zölling) – wieś w Polsce położona w województwie lubuskim, w powiecie nowosolskim, w gminie Kożuchów.
W latach 1975–1998 miejscowość położona była w województwie zielonogórskim.

## Nazwa
W 1295 w kronice łacińskiej Liber fundationis episcopatus Vratislaviensis (pol."Księdze uposażeń biskupstwa wrocławskiego") miejscowość wymieniona jest w zlatynizowanej formie Czolnik.

## Historia
Jedna z najstarszych miejscowości na terenie środkowego Nadodrza. Badania archeologiczne wskazują na istnienie na tym terenie osadnictwa tzw. kultury lateńskiej i pomorskiej oraz łużyckiej. We wczesnym średniowieczu istniał tutaj gród obronny, prawdopodobnie należący do plemienia Dziadoszan. Po przyłączeniu Śląska przez Piastów mieścił się tutaj lokalny ośrodek administracyjny. Wieś powstała w II poł. XII w., a pierwsza wzmianka o kościele parafialnym pochodzi z 1220 r. Pierwszym wymienianym w 1405 r. właścicielem był Johann von Frankenfurt. W XVI w. wybudowano otoczony fosą dwór obronny. Przebudowy dokonała dopiero w XIX w. rodzina von Gleim. Powstał wtedy klasycystyczny pałac z parkiem i oranżerią. Ostatnią właścicielką wsi do 1945 roku była Eliza von Gleim. Po II wojnie światowej stacjonowali tu do 1948 roku żołnierze radzieccy. Po przejęciu przez administrację polską utworzono tu PGR (obecnie zakład sadowniczy).

## Demografia
Liczba mieszkańców miejscowości w poszczególnych latach:
| Rok  | Ilość mieszkańców |
| ---- | ----------------- |
| 1998 | 307               |
| 2002 | 257               |
| 2009 | 258               |
| 2011 | 259               |
| 2021 | 234               |

Od roku 1998 do 2021 ilość mieszkańców wsi zmniejszyła się o 23,8%.

## Zabytki
Do wojewódzkiego rejestru zabytków wpisane są:
- kościół filialny pod wezwaniem św. Anny, z XIII wieku, XIV/XV wieku
- zespół dworski, z XVII-XIX wieku-XX wieku: 
  - dwór (pałac) z XVI w.
  - oranżeria
  - park.

## Galeria

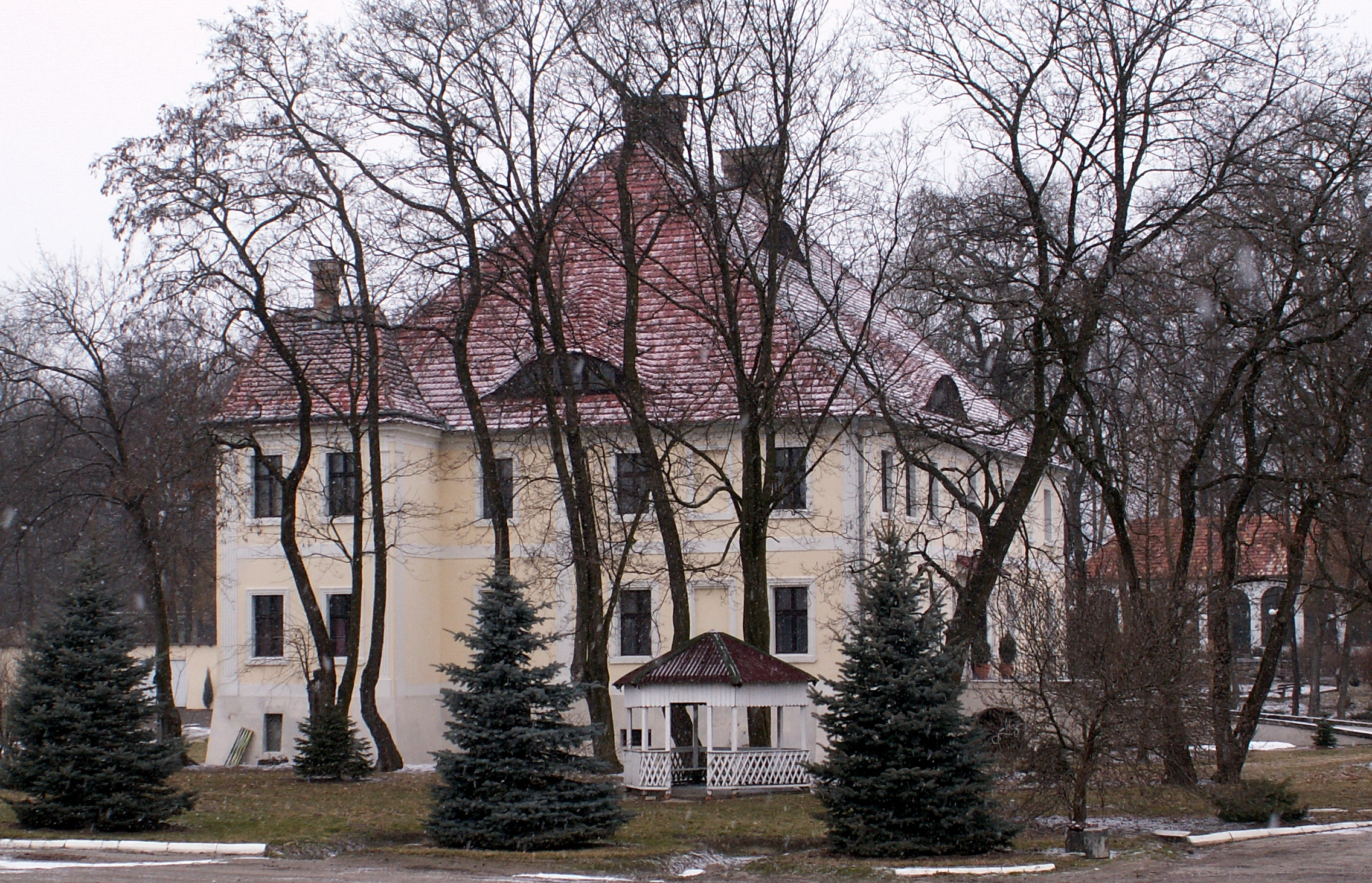
Pałac
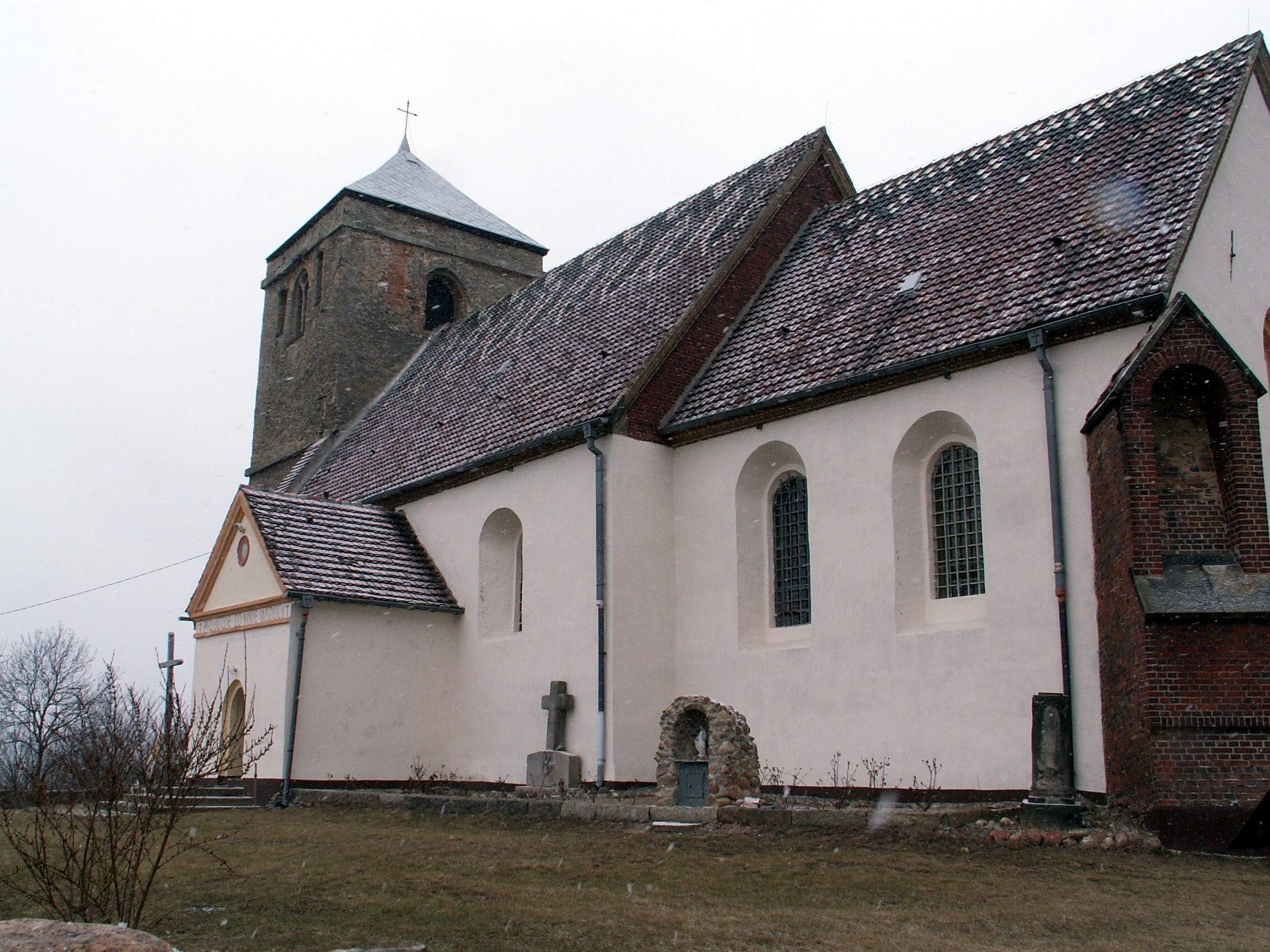
Kościół pw. św. Anny